# Harry Aikines-Aryeetey
Harry Aikines-Aryeetey, född den 29 augusti 1988 i Carshalton, är en engelsk/brittisk friidrottare av ghananskt ursprung som tävlar i kortdistanslöpning.
Aikines-Aryeetey deltog vid VM för ungdomar 2005 där han vann guld både på 100 meter och på 200 meter. Han deltog vid VM 2006 för juniorer där han vann guld på 100 meter.
Vid VM 2009 deltog han tillsammans med Simeon Williamson, Marlon Devonish och Tyrone Edgari stafettlaget på 4 x 100 meter. Laget slutade trea på tiden 38,02 slagna av Jamaica och Trinidad och Tobago.

## Personliga rekord
| Distans        | Tid (vind)                             | Plats                                                                          | Datum                                 | Anmärkning |
| -------------- | -------------------------------------- | ------------------------------------------------------------------------------ | ------------------------------------- | ---------- |
| 60 m (inomhus) | 6,55                                   | Sheffield, Storbritannien                                                      | 13 februari 2013                      |            |
| 100 m          | 10,08 (+1,9) 10,08 (+1,4) 10,08 (+1,7) | Birmingham, Storbritannien Hengelo, Nederländerna Loughborough, Storbritannien | 13 juli 2013 8 juni 2014 16 juli 2016 |            |
| 200 m          | 20,46 (+0,8)                           | La Chaux-de-Fonds, Schweiz                                                     | 3 juli 2011                           |            |